# Circonscription de Wichale et Jida
La circonscription de Wichale et Jida est une des 177 circonscriptions législatives de l'État fédéré Oromia, elle se situe dans la Zone Nord Shoa. Sa représentante actuelle est Tadelech Kebede Habte.